# Estilo Restauración (Francia)
El Estilo Restauración (style Restauration) es la denominación de un estilo artístico, particularmente en las artes decorativas, que se dio en Francia durante los reinados de Luis XVIII y Carlos X (el periodo histórico denominado Restauración, 1815-1830), y se extendió por Europa continental, de forma simultánea al denominado Biedermeier.
No debe confundirse con el estilo del mismo nombre dado en Inglaterra durante el período denominado del mismo modo (siglo XVII).
Durante esta época, posterior a las Guerras Napoleónicas, el estado de las finanzas no permitía grandes gastos. Los gobiernos franceses se contentaron con algunos encargos destinados a estimular el mercado y con regalos diplomáticos. Únicamente la duquesa de Berry, María Carolina de Nápoles, introdujo un poco de vida cortesana. Con gran gasto, se hizo construir y amueblar algunos edificios. París siguió siendo la capital del lujo, particularmente en las industrias de la orfebrería, el bronce, la tabletterie (talla en hueso) y la pintura sobre porcelana.

## Arquitectura

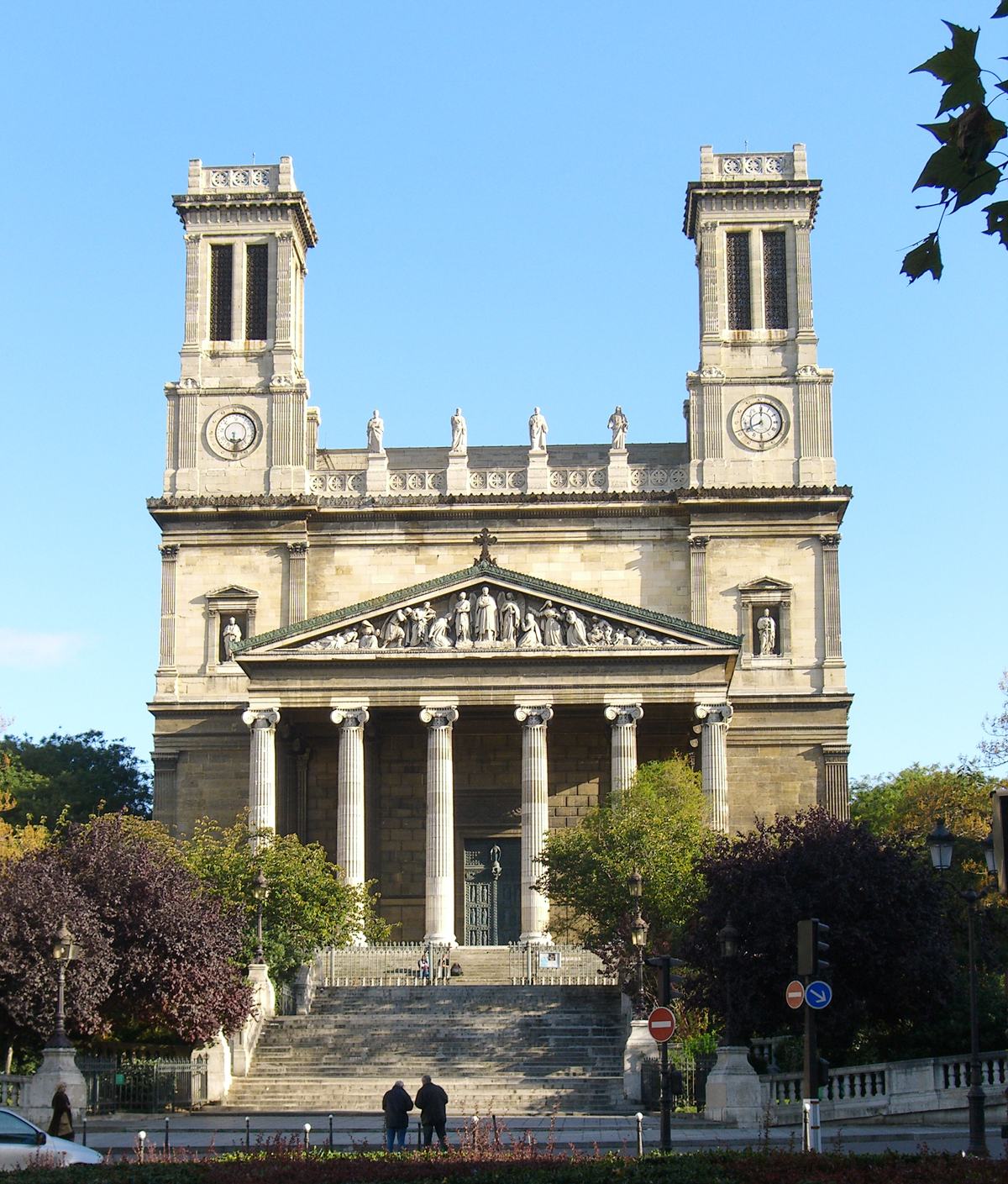
Iglesia de San Vicente de Paúl (París), de Jean-Baptiste Lepère.

Limitados en sus posibilidades de gasto, los reyes del periodo se tuvieron que limitar a continuar las obras iniciadas por el Imperio o efectuar trabajos imprescindibles en los palacios reales u otros edificios públicos. Pierre-François-Léonard Fontaine, que continuó siendo el arquitecto del palacio del Louvre, fue el encargado de enlazarlo con las Tullerías. Dirigió la decoración interior y exterior. El Arco de Triunfo del Carrusel fue reinterpretado, dedicándose a una empresa más propia del régimen borbónico: la expedición de los Cien Mil Hijos de San Luis a España; pero los trabajos no culminaron.
La arquitectura religiosa recibió un nuevo impulso a causa de la renovación católica del reino. La iglesia de la Madeleine se terminó; primero bajo la dirección de Pierre-Alexandre Vignon y luego de Jean-Jacques-Marie Huvé. Étienne-Hippolyte Godde se convirtió en un especialista en construcciones eclesiásticas de planta basilical, como en la iglesia de Saint-Pierre-du-Gros-Caillou y en la iglesia de Notre-Dame-de-Bonne-Nouvelle de París.
El urbanismo tuvo una gran importancia en el periodo. La construcción privada estuvo en auge hasta 1828; correspondiendo a esa época grandes zonas de la ciudad de París, como los quartiers de Saint-Vincent-de-Paul, de François Ier y de Saint-Georges.
En todos ellos se fijan las características del immeuble de rapport, módulo de estos barrios homogéneos y prototipo de lo que será el edificio burgués de todo el siglo XIX. La fachada en pierre de taille o en simple moellon enfoscado, sin ornamentos, scandée solamente por las bandas de apoyo horizontales y las pilastras de refend y harpages de ángulos verticales, donde se abren gran cantidad de ventanas que, encuadradas por persianas, originan un sobrio quadrillage a causa de su ritmo repetitivo.

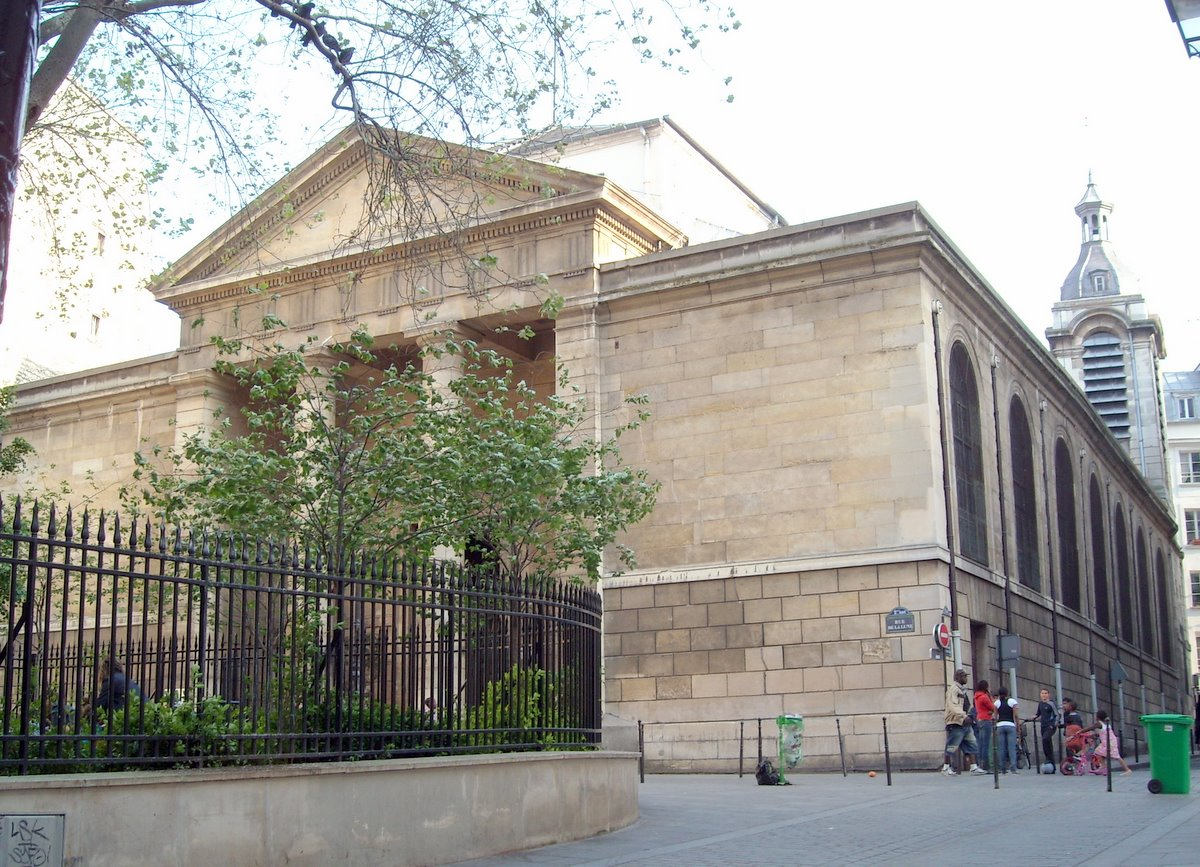
Notre-Dame-de-Bonne-Nouvelle.
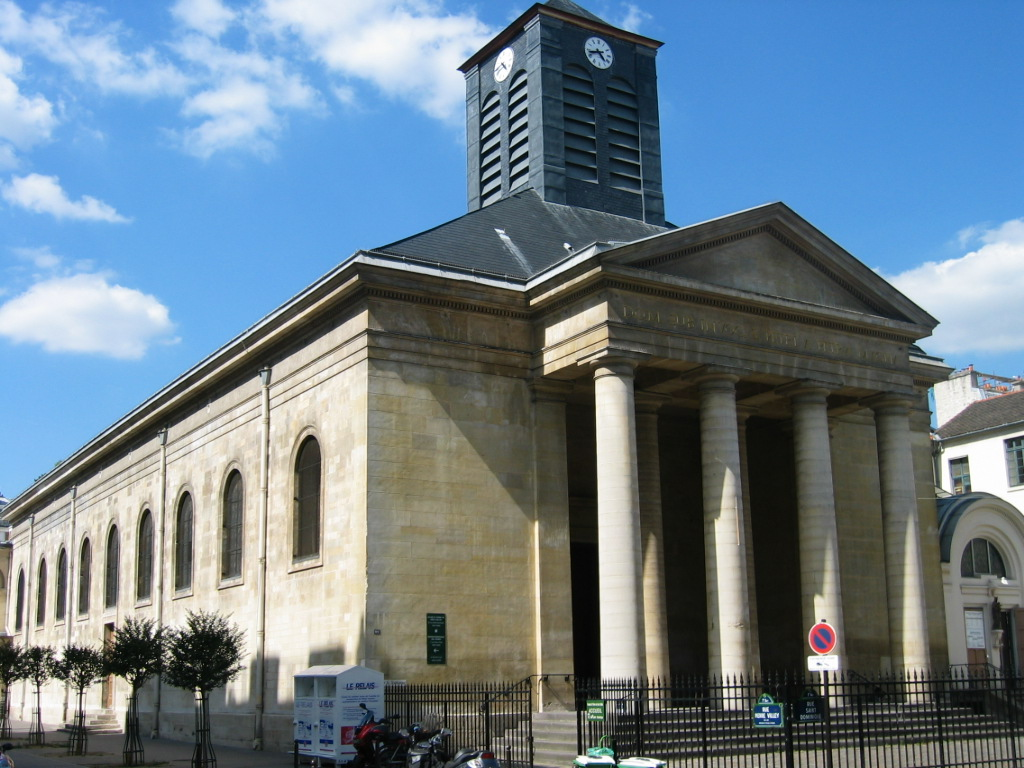
Saint-Pierre-du-Gros-Caillou.

## Interiorismo
La decoración interior contó con una plétora de artistas formados a finales del siglo XVIII o durante el Imperio: François-Joseph Bélanger, Jean-Démosthène Dugourc (diseñador del garde-meuble), Jacques-Louis de La Hainay de Saint-Anges (discípulo de Charles Percier y Alexandre-Théodore Brongniart) y Pierre-François-Léonard Fontaine (sucesor de Dugourc). El Recueil de décorations intérieures publicado durante el Imperio por Percier y Fontaine tenía todavía éxito, publicándose una nueva edición en 1827.

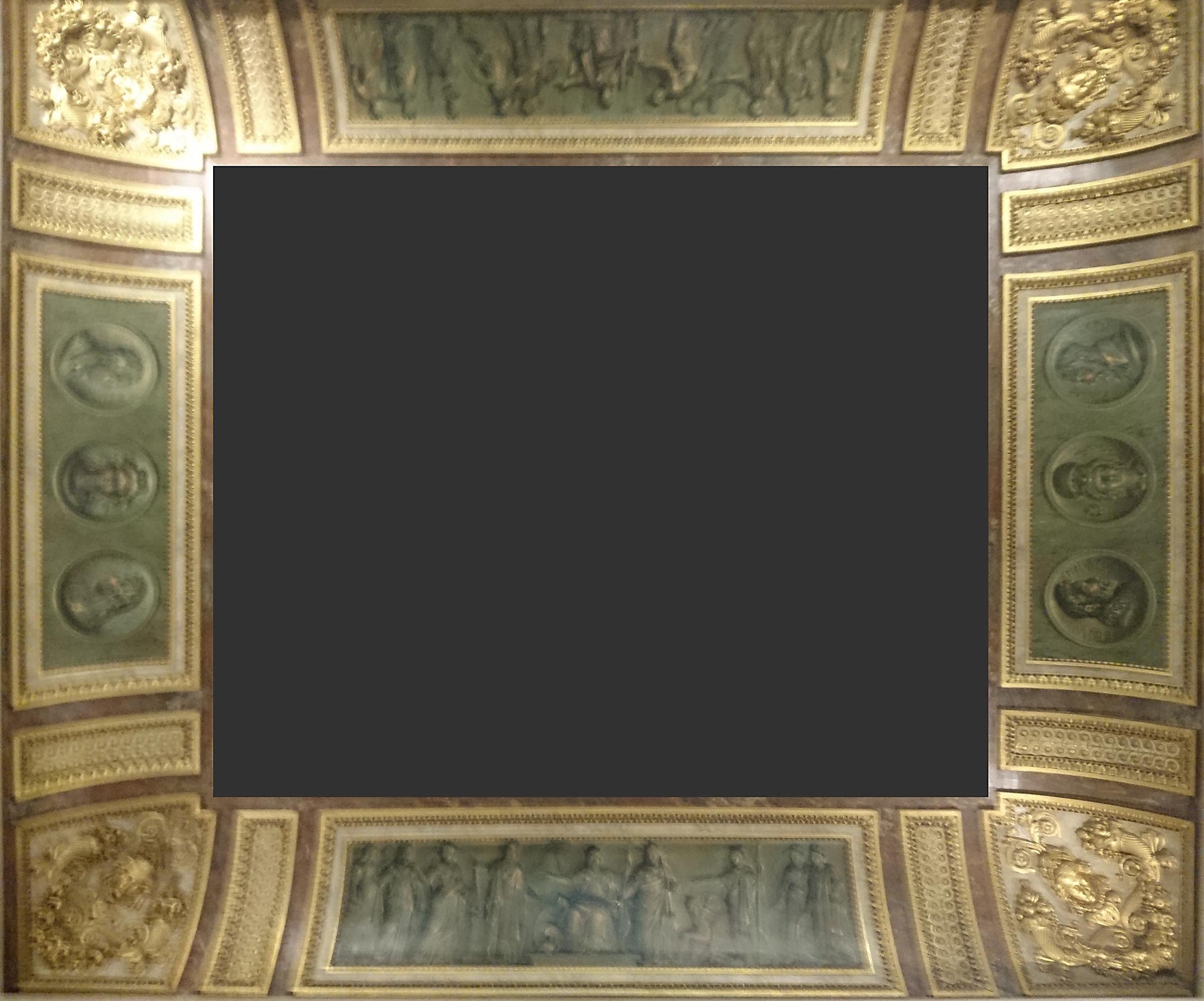
Decoración de la sala Percier et Fontaine del Louvre.

El repertorio ornamental se inspiraba a la vez en los estilos Luis XVI, Directorio e Imperio: palmetas, rosaces, roleos (rinceaux), candelabros, grifos, liras, cisnes, delfines, cornucopias. Todos estos motivos tenían tendencia a agotarse; las proporciones ya no eran tan armoniosas. De la imitación de la Antigüedad se pasó a las ricas decoraciones interiores. En los interiores privados el zócalo, en imitación de madera o mármol, servía de base a un tissus à semis de flores, o a un papel pintado bordeado de largos frisos. Molduras à rinceaux, à rosaces, à grecques atestiguaban el gusto por los acabados elegantes. El blanco y las tintas claras y frescas eran muy usados.
Aumentaba el papel de las tapicerías. La disposición de los interiores se fue poco a poco acomodando al desorden romántico.

## La seda

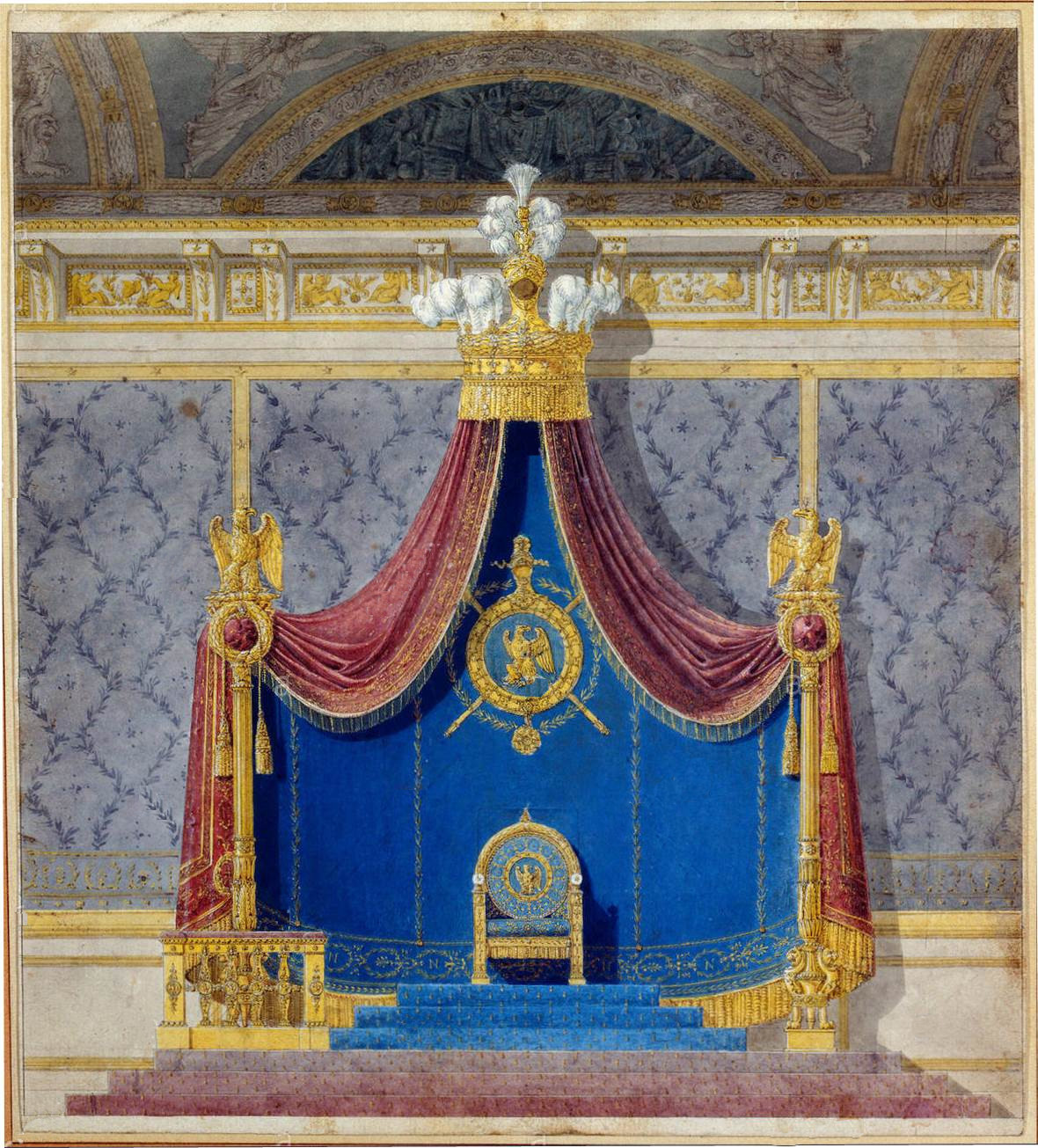
Cortinajes de la sala de trono de las Tullerías.

Las lujosas sederías lionesas recibieron encargos regios y principescos. Lyon detentaba un quasi-monopolio, con sus millares de canuts trabajando a domicilio; los encargos, en beneficio de la equidad, tampoco se olvidaron totalmente de las sederías de Tours, menos prestigiosas. En Nimes había talleres de tejidos de seda e hilos de segunda calidad. En Lyon, los fabricantes como Grand Frères, Chuard et Cie, trabajaban el damasco, el lampás y el brocado

... los cortinajes de la sala del trono de las Tullerías, tejida sin reparar en gastos por la casa Grand sobre diseño de Dugourc.

## Muebles

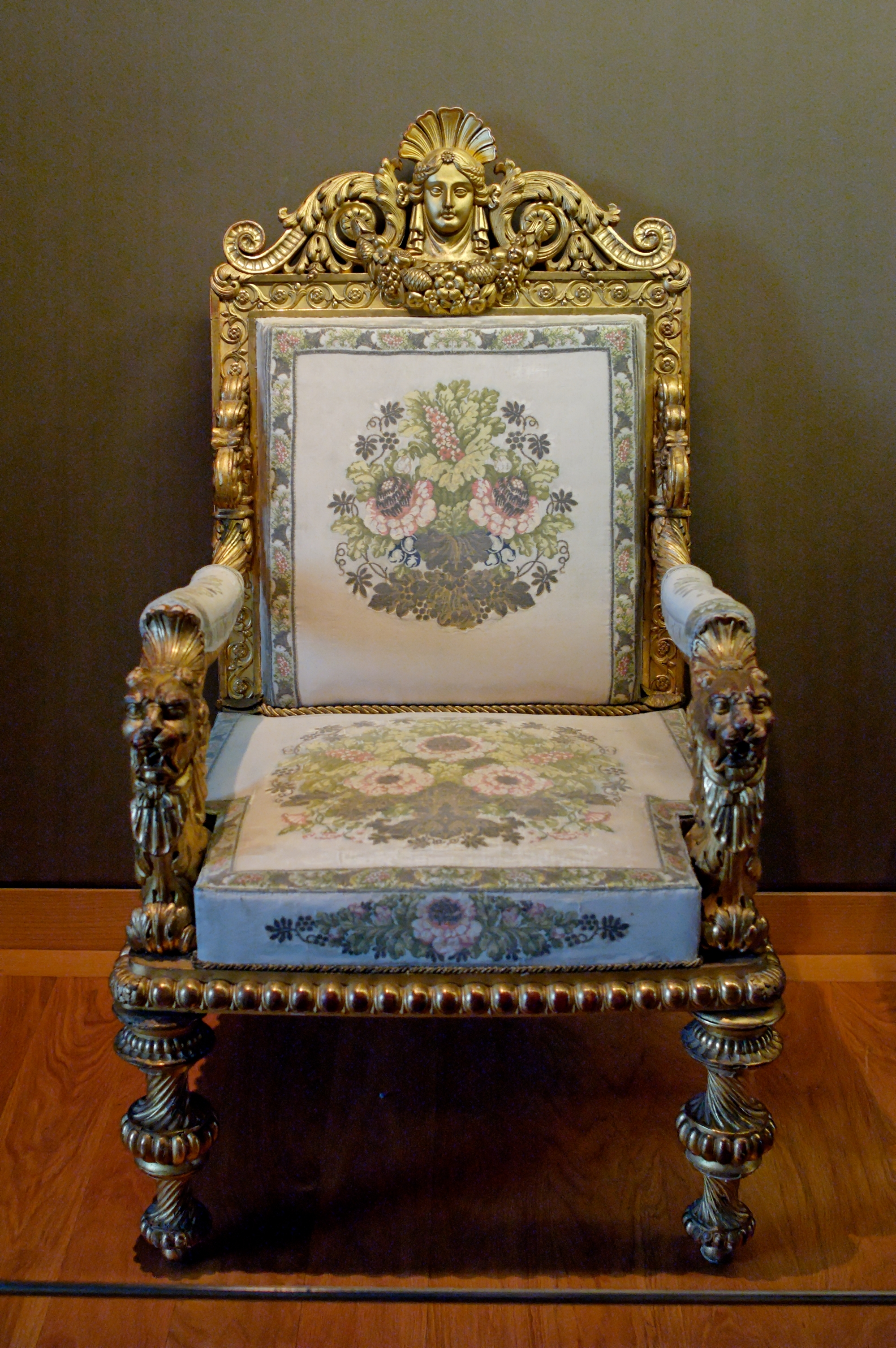

Las cómodas clásicas se privaron de bronces ornamentales, no dejando más que cerraduras y tiradores en bronce dorado. Raramente se les añaden columnas o pilastras. El cajón superior, más pequeño, se da en forma de ojiva invertida y constituye un bandeau bajo el mármol gris, blanco o negro. Las cómodas à vantaux disimulan sus cajones tras las puertas.
Las mesas se multiplican, son ligeras y muy variadas. Los piètements (la parte baja, que comprende esencialmente los pies, sobre la que generalmente se apoyan el châssis o el assise), son en trípode, en barril (fût), en lira, en patas de león, en S y algunas veces curvos. Abundan los guéridons de todos los diámetros, con tablero de mármol o de madera, que reposa sobre una gran ceinture con motivos incrustados.
El escritorio bureau ministre es de grandes dimensiones. Su piétement puede tener cuatro u ocho pies. El bureau à cylindre es raro, y mantiene su forma. Su abattant cintre permite incrustarle grandes motivos de marquetería. El escritorio secrétaire à abattant, de la misma estructura que bajo el Imperio, pierde sus columnas y tiene el cajón superior en forma de doucine renversée, como las cómodas.
Los psychés (un mueble de espejo) se rodean y reposan sobre un zócalo muy grueso.
Las consolas son estrechas y rectangulares, con los pies apoyados sobre un zócalo.
Las camas denominadas de travers se adosaban a su largo a la pared. El lit à dossier droit poseía montants rectilíneos en forma de pilastra, con plan droit. El lit en bateau se caracterizaba por sus dos respaldos iguales curvados hacia el exterior conectados por una pieza cuyos calados cóncavos conectaban la cabecera. El lit nacelle, un mueble de gran lujo, con formas más acentuadas que el lit en bateau, se solía situar sobre un estrado.

### Asientos
Son en general menos voluminosos que sus predecesores. Se multiplican los modelos ligeros, sólidos y graciosos, de pequeñas dimensiones. Se pone de moda la forma gondole, la ornamentación más usual se hace de mallas (filets), sobre el travesaño superior del respaldo y el anterior del asiento. Los más ricos incluyen marquetería.
Las butacas (fauteuils), siempre de proporciones armoniosas, son muy variadas. Se distinguen por la forma de su respaldo: droit o en gondole. En esta época aparece la voltaire, con un respaldo alto rellenado con una curvatura a la altura de los riñones que le hace muy confortable. La poltrona (bergère) es pesada, y lleva un gran cojín movible. Su estructura es la misma que la de las butacas.
Las sillas (chaises) tienen la misma ornementación que las butacas, aunque es más frecuente el respaldo calado. Las chauffeuses son parecidas al fauteuil voltaire, pero con piètements bastante bajos. Las sillas de escritorio (chaises de bureau) suelen ser redondas, pivotantes sobre un trípode. Los taburetes (tabourets), con piètement en X que soporta un asiento rectangular, son numerosos y ligeros; a veces tienen elegantes accotoirs (apoyos para los brazos) vueltos hacia el exterior.
Los méridiennes y sofás (canapés) no se diferencian de los de estilo Imperio más que por el empleo de maderas claras y el descenso del asiento.